# Madison Township (comté de Hancock, Iowa)
Madison Township est un township, du comté de Hancock en Iowa, aux États-Unis,.

## Source de la traduction
- (en) Cet article est partiellement ou en totalité issu de l’article de Wikipédia en anglais intitulé « Madison Township, Hancock County, Iowa » (voir la liste des auteurs).